# Thunbergia hederifolia
Thunbergia hederifolia är en akantusväxtart som beskrevs av Cornelis Eliza Bertus Bremekamp. Thunbergia hederifolia ingår i släktet thunbergior, och familjen akantusväxter. Inga underarter finns listade i Catalogue of Life.